# Bláskógabyggð
Bláskógabyggð ([ˈplauːˌskouː(ɣ)aˌpɪɣθ]ⓘ) es un municipio de Islandia. Se encuentra localizado al suroccidente de la isla.  

## Territorio
Se encuentra en la zona occidental de la región de Suðurland, en el condado de Árnessýsla. Pertenece a la circunscripción de Suðurkjördæmi.
El territorio se encuentra irrigado por el río Öxará, que forma la cascada Öxaráfoss en el sitio histórico de Þingvellir.

## Demografía
| Gráfica de evolución de Bláskógabyggð entre 1997 y 2021 |
|                                                         |

## Galería

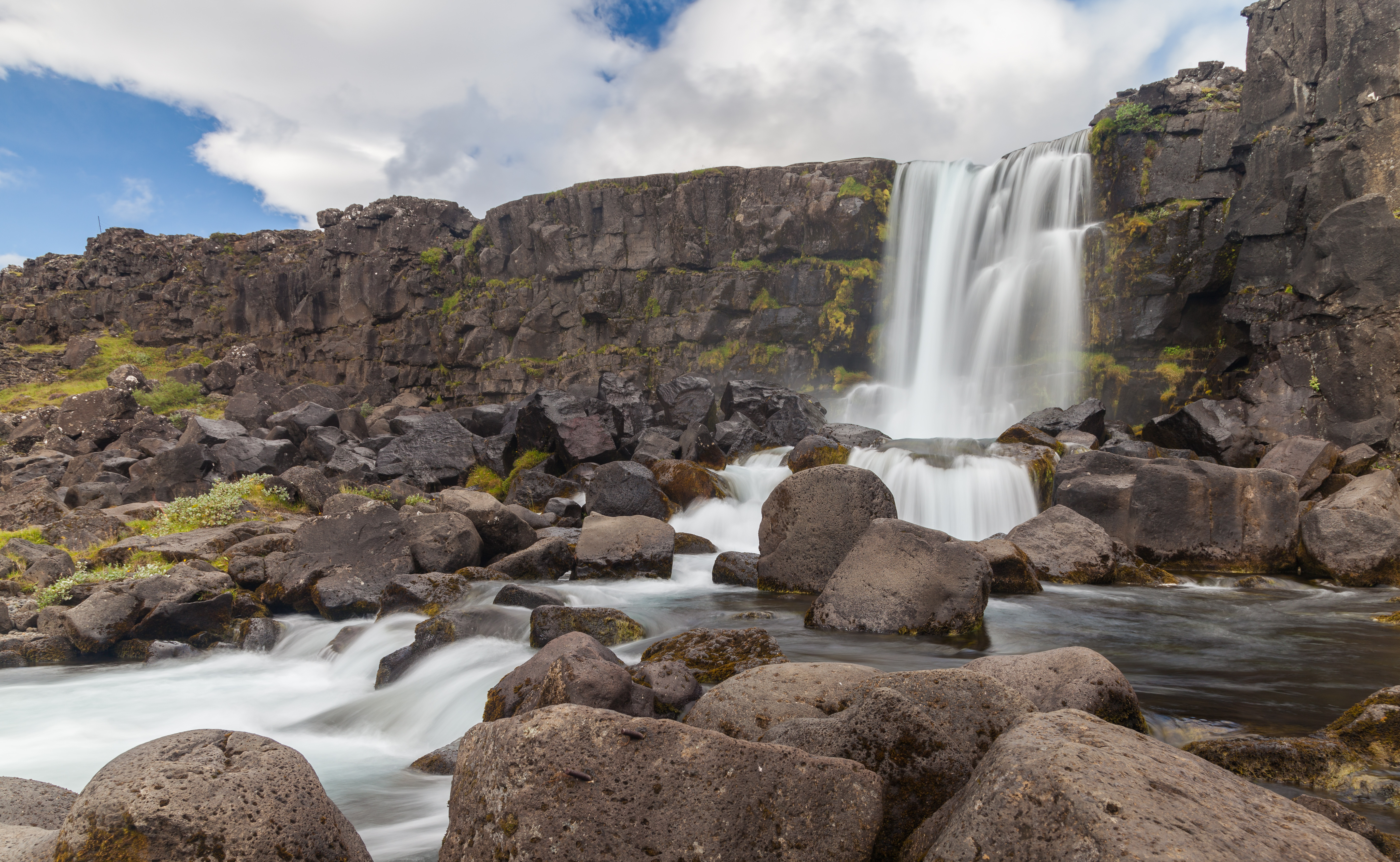
La cascada Öxaráfoss en el sitio histórico de Þingvellir
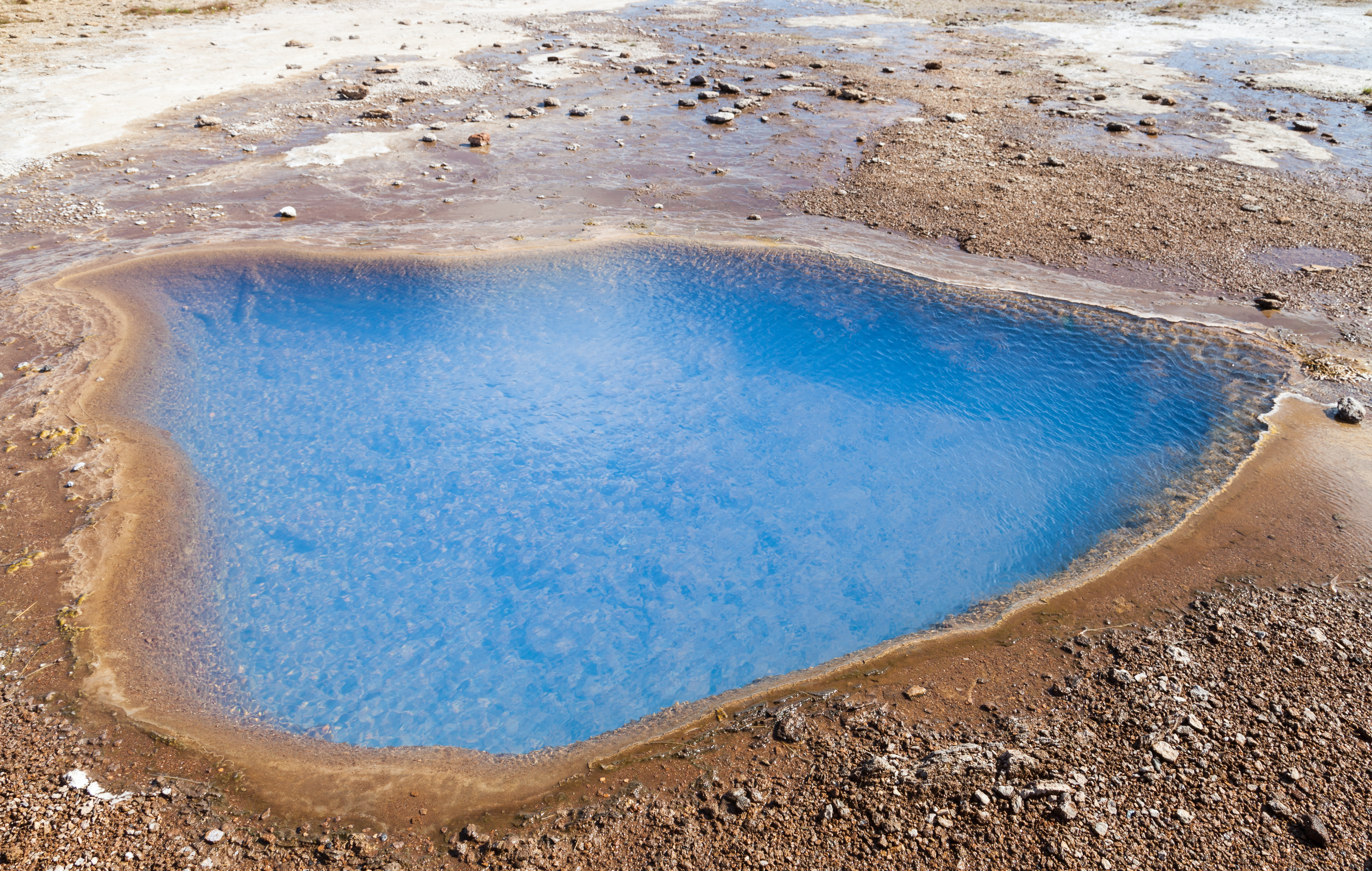
Blesi, área geotérmica de Geysir
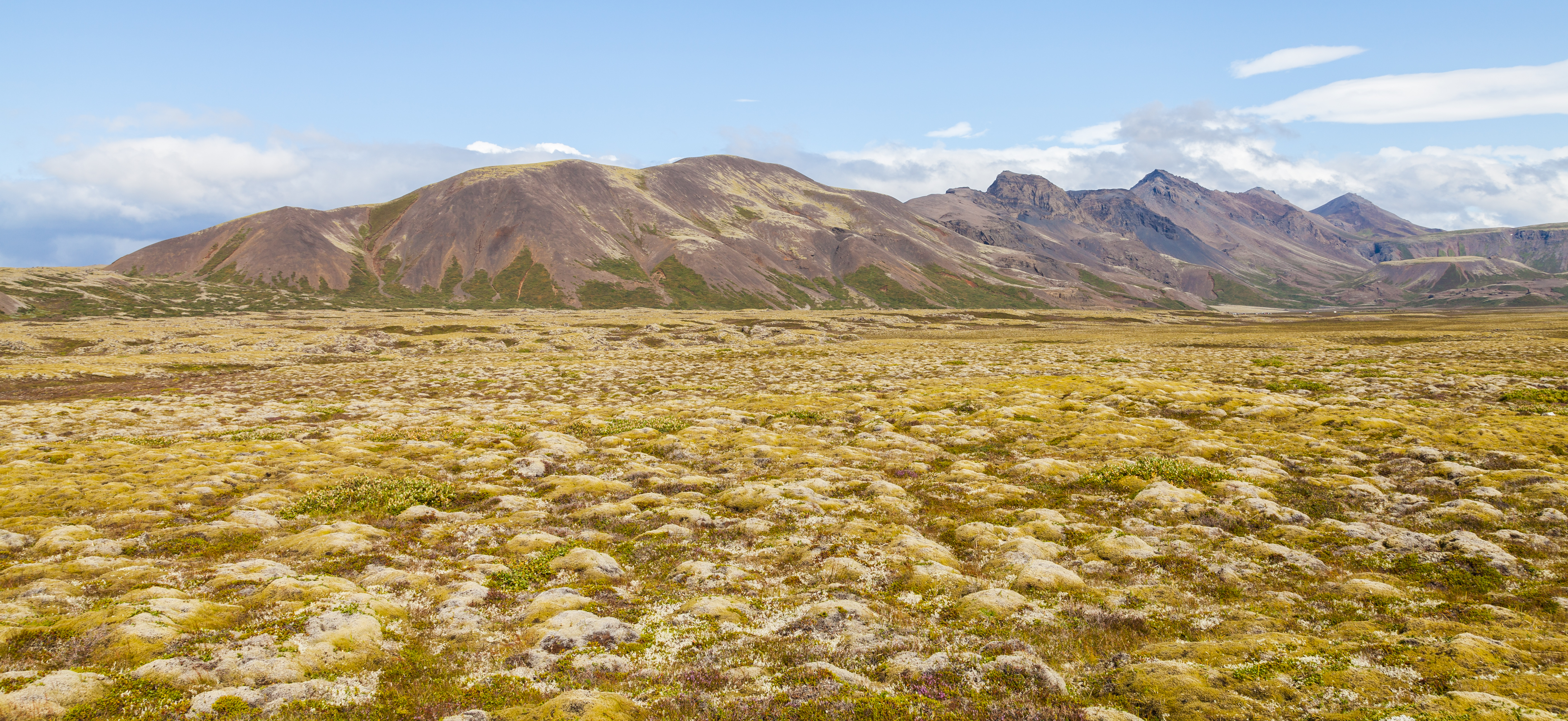
Cerca de Laugarvatn
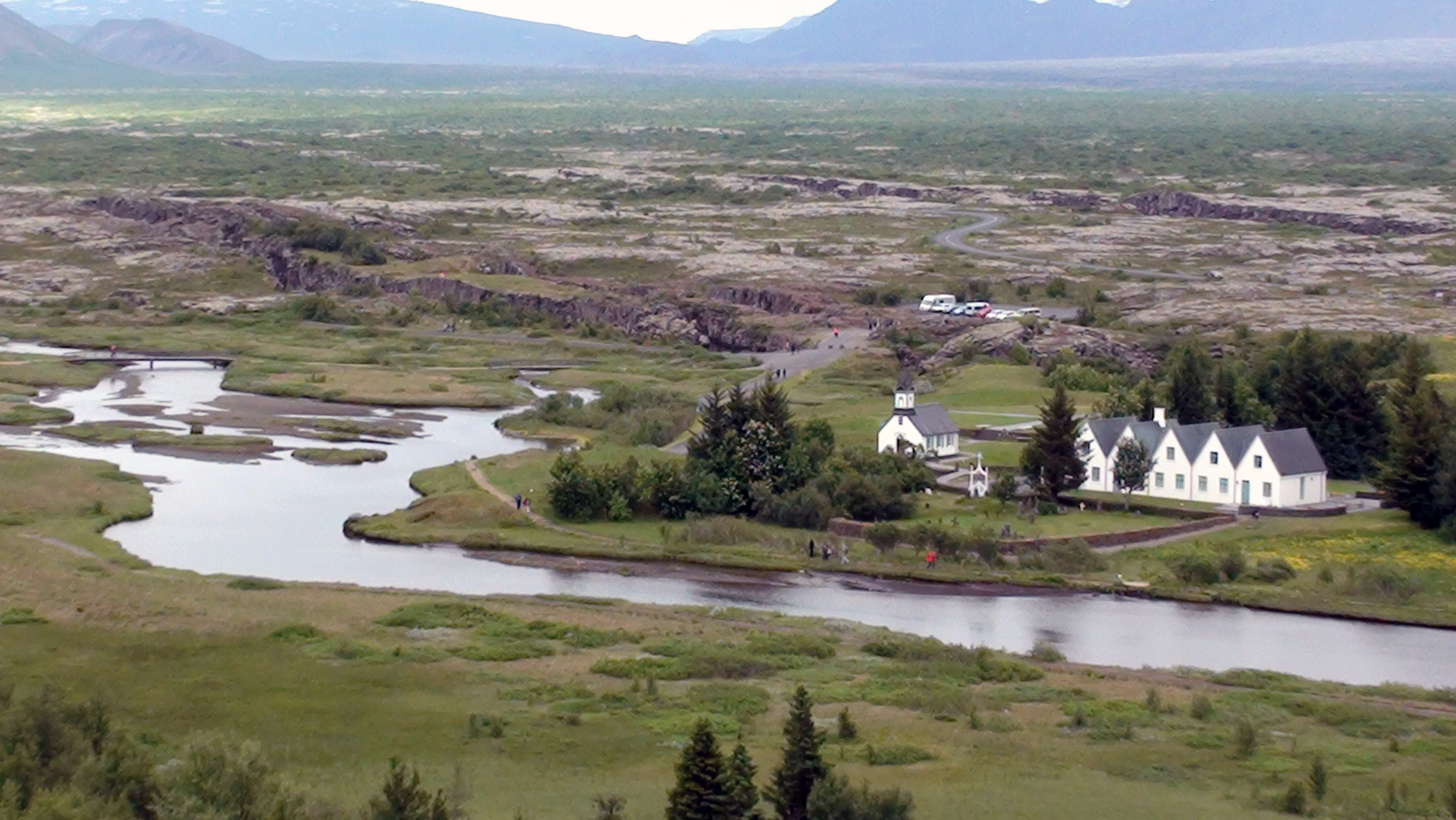